# أحمد زغير
أحمد هاشم أحمد زغير (أبو هاشم؛ وُلد في 5 نوفمبر 1937 في القدس – تُوفي في 17 يناير 2018 في القدس) سياسي وبرلماني فلسطيني، كان عضوًا في المجلس التشريعي الفلسطيني الأول بين عامي 1996 و2006 حيث كان قد ترشح في الانتخابات العامة الفلسطينية عام 1996 ممثلًا عن حركة فتح في دائرة محافظة القدس وحصل على 7,613 صوتًا.
كان عضوًا في المجلس الوطني الفلسطيني والمجلس المركزي الفلسطيني، ورئيسًا للجمعية الزراعية في أريحا، ورئيسًا للجنة القدس في المجلس التشريعي الفلسطيني، ورئيسًا لمجلس إدارة الغرفة التجارية الصناعية في القدس ورئيسًا لاتحاد الغرف التجارية الصناعية الزراعية في فلسطين.